# フランチェスコ・ピエモンテージ
フランチェスコ・ピエモンテージ （Francesco Piemontesi、1983年 7月7日 - ）は、スイス・ロカルノ出身のピアニスト。

## 経歴
ハノーファー音楽演劇大学でアリエ・ヴァルディに師事し、セシル・ウーセ、アレクシス・ワイセンベルク、アルフレート・ブレンデルと共演。数々の国際コンクールにおいて優勝や入賞の実績を重ね、とりわけ2007年のエリザベート王妃国際音楽コンクールでの3位入賞は国際的に大きな注目を集めた。2009年にボルレッティ＝ブイトーニ財団のフェローシップ賞を受賞。2009年から2011年までBBCニュー・ジェネレーション・アーティストにも選ばれた。2012年にはヘンデル、ブラームス、バッハ、リストの作品を収録したアルバム『リサイタル』でBBCミュージック・マガジンの新人賞を受賞。2012年からスイスのアスコナ音楽週間の音楽監督を務めている。また同年よりナイーヴ・クラシック・レーベルと専属契約を交わしている。現在はベルリンに在住。
フランチェスコ・ピエモンテージはこれまでにロンドン・フィルハーモニー管弦楽団、 BBC交響楽団、バイエルン放送交響楽団、バーミンガム市交響楽団、 クリーヴランド管弦楽団、 NHK交響楽団、ライプツィヒ・ゲヴァントハウス管弦楽団、ベルリン放送交響楽団、 ベルリン・ドイツ交響楽団、チェコ・フィルハーモニー管弦楽団、ローザンヌ室内管弦楽団、スコットランド室内管弦楽団など世界の一流オーケストラと共演。また、ズービン・メータ、ロジャー・ノリントン、シャルル・デュトワ、イルジー・ビエロフラーヴェク、スタニスワフ・スクロヴァチェフスキ、ウラディーミル・アシュケナージ、サカリ・オラモ、マレク・ヤノフスキ、アンドルー・マンゼ、ミハイル・プレトニョフなどの指揮者のもとで演奏。室内楽では、ルノー・カピュソン、イェルク・ヴィトマン、アントワン・タメスティ、ダニエル・ ミュラー＝ショット、エマーソン弦楽四重奏団などと共演を重ねている。また、ベルリン・フィルハーモニー、ウィーン・コンツェルトハウス、ロンドンのサウスバンク・センター、ニューヨークのカーネギー・ホール及びエイヴリー・フィッシャー・ホール、東京のサントリーホール、アムステルダムのコンセルトヘボウなど著名なコンサートホールでピアノリサイタルを行い、2016年からはロンドンのウィグモア・ホールにてモーツァルトのピアノソナタ全曲の演奏会を始めている。さらに、BBCプロムス、エディンバラ・フェスティバル、エクサン・プロヴァンス音楽祭、ルツェルン音楽祭、モストリー・モーツァルト・フェスティバル、シュレースヴィヒ＝ホルシュタイン音楽祭など国際音楽祭への出演も多い。

## ディスコグラフィー
- ドビュッシー：前奏曲集第1巻、第2巻(ナイーヴ、2015年)
- モーツァルト：ピアノ・ソナタ集 (ナイーヴ、2014年)
- シューマン＆ドヴォルザーク：ピアノ協奏曲 (イルジー・ビエロフラーヴェク指揮BBC交響楽団、ナイーヴ、2013年)
- ランク・マルタン：フルート作品全集 （エマニュエル・パユ、ティエリー・フィッシャー指揮スイス・ロマンド管弦楽団、Musiques Suisses、2012年)
- リサイタル：ヘンデル、ブラームス、J.S.バッハ、リスト (Avanti classics、2010年)[18]
- シューマン：ピアノ曲全集 第4集　(Claves、2009年)
- セルゲイ・ラフマニノフ　ピアノ・ソナタ第2番 変ロ短調 作品36

## レビュー
- Francesco Piemontesi, Queen Elizabeth Hall, review（The Telegraph、Hewett, Ivan、2012年11月8日付）